# Sankt Laurentii Kirke (Før)
 For alternative betydninger, se Sankt Laurentii Kirke. (Se også artikler, som begynder med Sankt Laurentii Kirke)
Sankt Laurentii Kirke er en kirke beliggende syd for landsbyen Syderende mod Hedehusum på den nordfrisiske ø Før i Sydslesvig i den nordtyske delstat Slesvig-Holsten. Kirken er viet til Skt. Laurentius. Sankt Laurentii Kirke er sognekirke i Sankt Laurentii Sogn i Vesterland-Før.
Kirken er opført i 1100-tallet i romansk stil af kampesten. Bygningen blev senere flere gange ombygget og udvidet. Det nuværende sengotiske tårn blev bygget i 1400-tallet. I samme periode blev også loftet afløst af gotiske hvælvinger. Ligeledes blev der indbygget større vinduer. Den romanske granitdøbefont er fra det sene 1100-tallet. Prædikestolen er skabt i 1600-tallet i renæssance-stilen. Den trefløjede altertavle er fra 1400-tallet. De barokke kalkmalerier fra 1670 var i mange år overkalket og blev i 1954 endelig frilagt - og i årene 1955/1956 og igen i årene 1997-2000 restauret. Kirkens orgel er udført af Marcussen & Søn i årene 1887 - 1890, senest renoveret i 1989/1990. Af interiøret kan videre nævnes en barok marmordøbefont fra 1752, tre barokke lysekroner samt en hvid lakeret confitentskuffe (på tysk Confitentenlade) fra 1700-tallet. Ordet Confitent stammer fra latin og betyder syndsbekender. Confitentskuffen er forsynet med syv indkastsprækker for de syv landsbyer i sognet og blev benyttet for at tilmelde sig nadveren.
På kirkegården er der en række talende gravsten fra 1600 til 1800-tallet, som beskriver afdøde søfarers og hvalfangers livsforløb. Menigheden hører i dag under den nordtyske lutherske kirke.
- Prædikestolen
- Orgelpulpituret og kalkmalerier
- Alteratvle
- Confitentskuffe i kirken
- En af de talende gravsten (bemærk den danske flagning)